# Péter Farkas
Péter Farkas (* 15. listopadu 1955 Budapešť) je maďarský spisovatel. V češtině vyšly jeho dvě novely Osm minut a Kreatura.

## Vybrané dílo
- Háló, 1996 (Síť) – novela
- Törlesztés, 2004 (Splácení dluhu) – román
- Kivezetés a Gólemből, 2004 (Vyvedení z golema) – novela
- Nyolc perc, 2007 (česky Osm minut, 2008) – novela
- Kreatúra, 2009 (česky Kreatura, 2012) – novela
- Johanna, 2011